# Mercury-Redstone 2
A Mercury-Redstone 2 (MR-2), foi uma missão espacial norte-americana, lançada em 31 de janeiro de 1961 as 16h55 UTC do Complexo de Lançamento 5 da Estação da Força Aérea de Cabo Canaveral, Flórida. A espaçonave Mercury No. 5, levou o chimpanzé Ham num voo sub-orbital, aterrissando no Oceano Atlântico 16 minutos e 39 segundos depois do lançamento.

## Plano de fundo
A missão anterior Mercury-Redstone, MR-1A, voou em uma trajetória que era muito íngreme com acelerações muito altas para um passageiro humano. O MR-1A alcançou seu apogeu programado de cerca de 130 milhas (209 km) e pousou 235 milhas (378 km) abaixo da faixa. Mercury-Redstone 2 seguiria uma trajetória mais achatada. Sua trajetória de vôo planejada foi um apogeu de 115 milhas (185 km) e um alcance de 290 milhas (467 km).

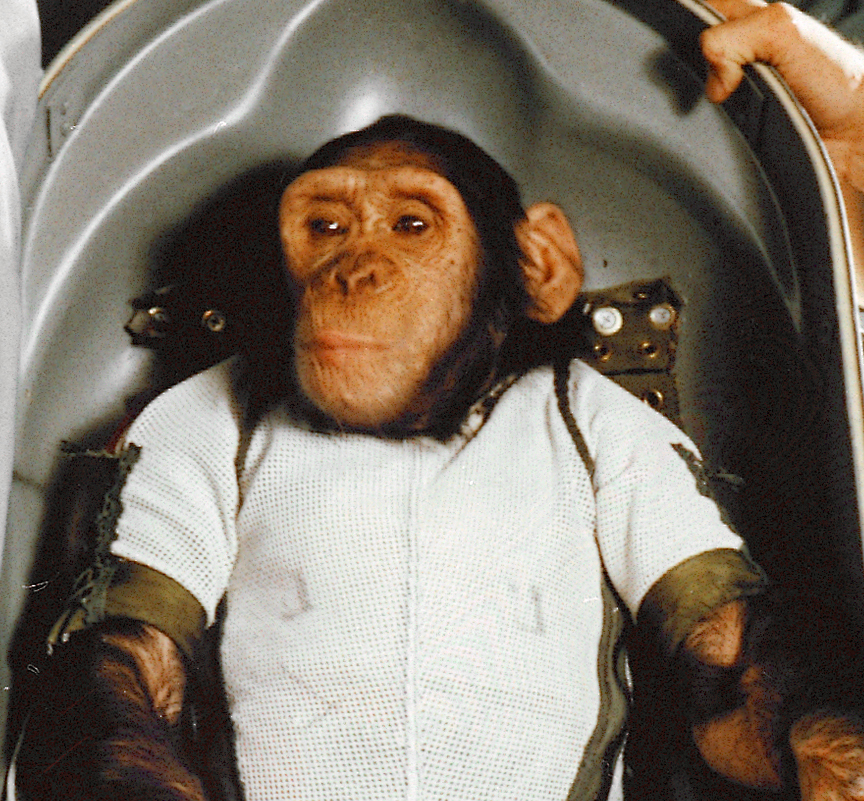
Ham antes do lançamento do Mercury-Redstone 2.

## Missão
A espaçonave Mercury nº 5 continha seis novos sistemas que não existiam em voos anteriores: sistema de controle ambiental, sistema de controle de estabilização de atitude, retro tomadas, sistema de comunicação de voz, sistema de detecção de aborto em "circuito fechado" e uma bolsa de pouso pneumática.
Seis chimpanzés (quatro fêmeas e dois machos) e 20 médicos especialistas e tratadores de animais da Base Aérea de Holloman, Novo México, onde os chimpanzés viveram e foram treinados, foram transferidos para quartos atrás do Hangar S em Cape Canaveral, Flórida, em 2 de janeiro de 1961 Os seis chimpanzés foram treinados em simuladores de Mercúrio por três semanas. No dia anterior ao voo, dois chimpanzés foram escolhidos para a missão: um primário, Ham, e um reserva, uma chimpanzé fêmea chamada Minnie. A competição era acirrada, mas Ham estava cheio de energia e bom humor. Ham foi nomeado em homenagem ao Holloman Aerospace Medical Center. O Ham era de Camarões, África, (nome original Chang, Chimp No. 65) e foi comprado pela USAF em 9 de julho de 1959. Ele tinha 3 anos e 8 meses no lançamento.
Às 12h53 UTC do dia 31 de janeiro de 1961, Ham foi inserido na espaçonave. A contagem regressiva foi atrasada quase quatro horas por causa de um inversor quente e vários outros problemas menores.
Às 16h55 UTC, o MR-2 decolou. Um minuto após o lançamento, os computadores relataram que o ângulo da trajetória de vôo estava pelo menos um grau alto e subindo. Aos dois minutos, os computadores previram uma aceleração de 17 g (167 m / s²). Aos 2 minutos e 17 segundos de voo, o combustível de oxigênio líquido (LOX) do Redstone estava esgotado. O sistema de aborto de circuito fechado detectou uma mudança na pressão da câmara do motor quando o suprimento de LOX foi esgotado e disparou o sistema de escape de lançamento. O aborto sinalizou uma mensagem do Mayday para as forças de recuperação.
O alto ângulo de vôo e o aborto precoce fizeram com que a velocidade máxima da espaçonave fosse de 7 540 pés/s (2 298 m/s) em vez dos 6 465 pés/s (1 970 m/s) planejados. Os retrofoguetes foram descartados durante o aborto e, portanto, não podiam ser usados para desacelerar a espaçonave. Tudo isso somado a um overshoot da área de pouso planejada em 130 milhas (209 km) e um apogeu de 157 milhas (253 km) em vez de 115 milhas (185 km).
Outro problema ocorreu aos 2 minutos e 18 segundos de voo, quando a pressão da cabine caiu de 5,5 para 1 lb / in² (38 para 7 kPa). Esse mau funcionamento foi rastreado posteriormente à válvula do snorkel de entrada de ar. As vibrações afrouxaram um pino na válvula do snorkel e permitiram que ela se abrisse. Ham estava seguro em seu próprio traje espacial do sofá e não sofreu nenhum efeito nocivo com a perda de pressão da cabine. A pressão do traje espacial do sofá permaneceu normal e a temperatura do traje ficou bem dentro da faixa ideal de 60 a 80 graus Fahrenheit (16 a 26 °C).
Por causa da aceleração excessiva do veículo de lançamento e do impulso do foguete de fuga, uma velocidade de 5 857 mph (9 426 km/h) foi alcançada em vez dos 4 400 mph (7 081 km/h) planejados. No apogeu, a espaçonave de Ham estava 48 milhas (77 km) mais distante do que o planejado. Ham ficou sem peso por 6,6 minutos, em vez dos 4,9 minutos planejados. A espaçonave pousou a 422 milhas (679 km) de extensão após um voo de 16,5 minutos. Ele recebeu 14,7 g (144 m/s²) durante a reentrada, quase 3 g (29 m/s²) maior do que o planejado.
Ham executou bem suas tarefas, empurrando as alavancas cerca de 50 vezes durante o voo. Câmeras a bordo que filmavam a reação de Ham à ausência de peso mostraram uma quantidade surpreendente de poeira e detritos flutuando dentro da cápsula durante o apogeu.

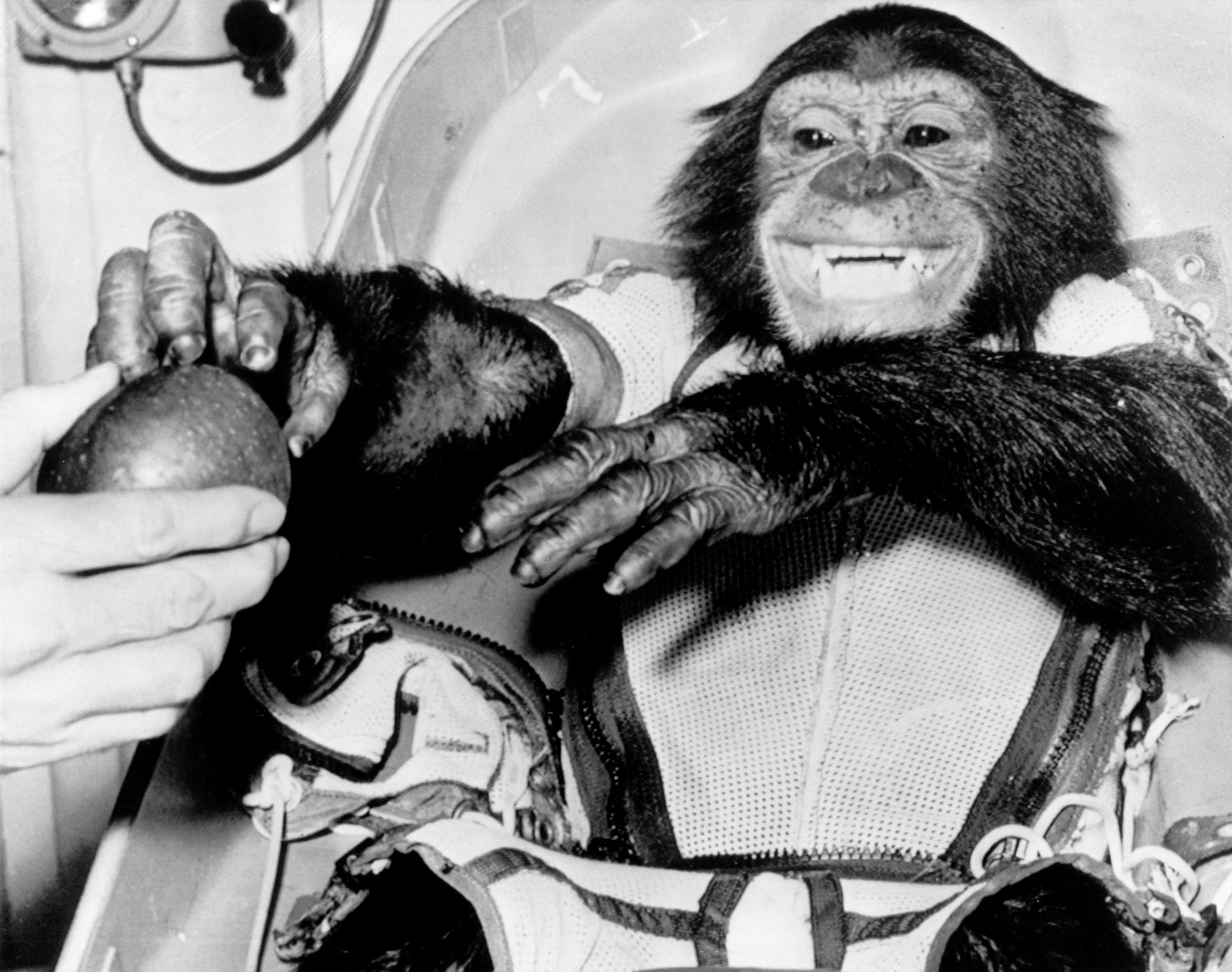
Ham aceita uma maçã.

A espaçonave caiu por volta das 12h12. EST, fora da vista das forças de recuperação. Cerca de 12 minutos depois, o primeiro sinal de recuperação foi recebido da espaçonave. O rastreamento mostrou que ficava a cerca de 60 milhas (96 km) do navio de recuperação mais próximo. Vinte e sete minutos após o pouso, um avião de busca avistou a cápsula flutuando verticalmente no Atlântico. O avião de busca solicitou que a Marinha enviasse seus helicópteros de resgate do navio mais próximo que os transportasse.
Quando os helicópteros chegaram, encontraram a espaçonave de lado, entrando na água e submergindo. Com o impacto da água, o escudo térmico de berílio ricocheteou contra o fundo da cápsula, abrindo dois orifícios na antepara de pressão de titânio. O saco de pouso estava muito gasto e o escudo térmico foi arrancado da nave antes da recuperação. Depois que a embarcação virou, a válvula do snorkel aberta deixou ainda mais água do mar entrar na cápsula. Quando a tripulação do helicóptero finalmente pegou e pegou a espaçonave de Ham às 18h52 UTC, eles estimaram que havia cerca de 800 libras (360 kg) de água do mar a bordo. A espaçonave foi levada e baixada para o convés do USS  Donner. Quando a espaçonave foi aberta, Ham parecia estar em boas condições e prontamente aceitou uma maçã e meia laranja.

## Pós-voo

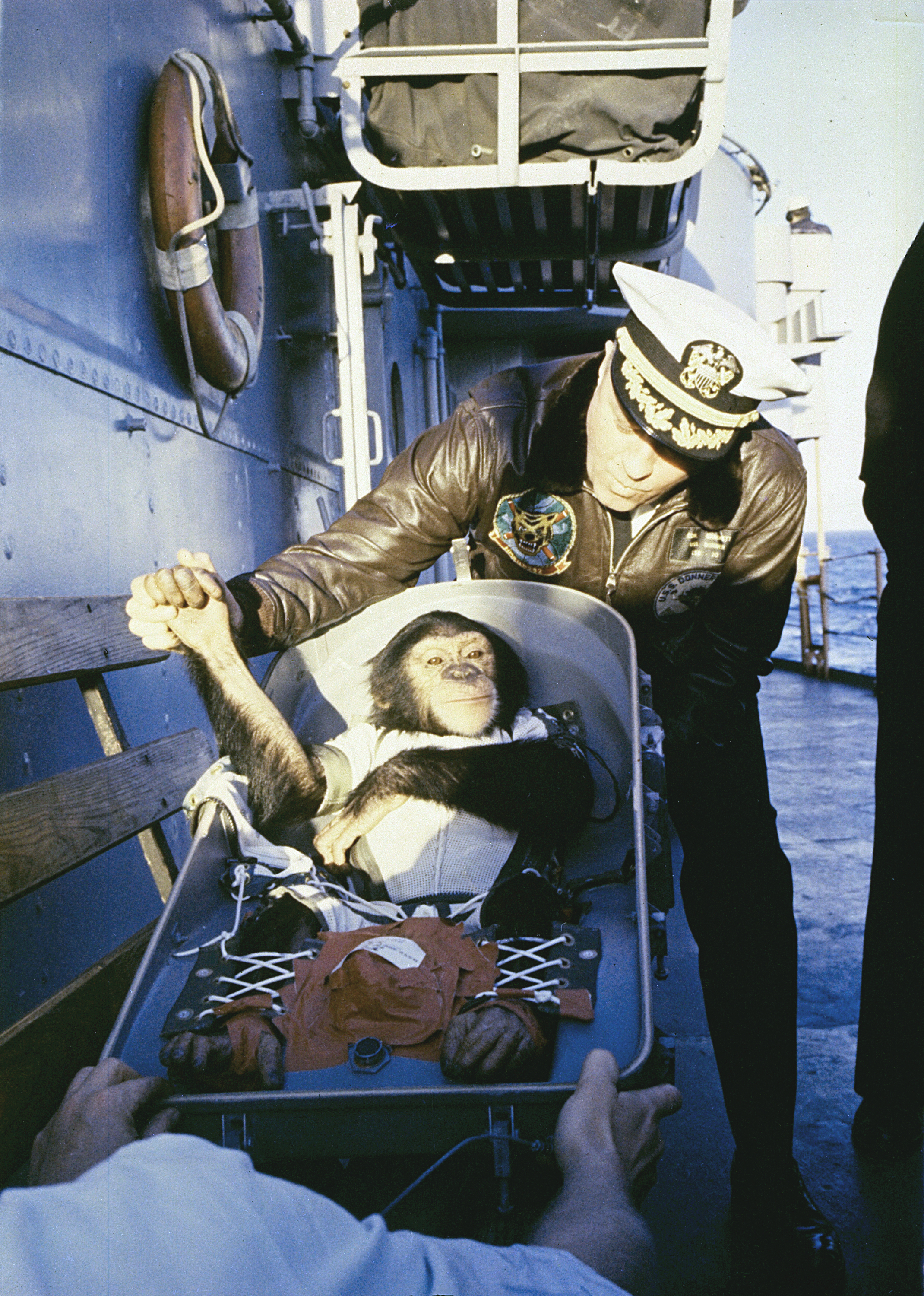
NASA on The Commons

Com os problemas de funcionamento durante o vôo, o Mercury-Redstone não foi considerado pronto para um passageiro humano planejado para o MR-3. Foi adiado enquanto se aguarda um voo de desenvolvimento de reforço final, Mercury-Redstone BD.
Após seu vôo espacial, Ham foi transferido para o Zoológico Nacional em Washington, DC por 17 anos e, em 1981, foi transferido para um zoológico na Carolina do Norte para viver com uma colônia de outros chimpanzés. Ele morreu em 19 de janeiro de 1983, aos 26 anos de idade. Ham está enterrado no Museu de História Espacial do Novo México em Alamogordo. Ele era um dos muitos animais no espaço.
A reserva de Ham, Minnie, foi a única chimpanzé fêmea treinada para o programa Mercury. Depois que seu papel no programa Mercury terminou, Minnie tornou-se parte de um programa de criação de chimpanzés da Força Aérea, produzindo nove filhos e ajudando a criar os filhos de vários outros membros da colônia de chimpanzés. Ela foi a última astro-chimpanzé sobrevivente. Ela morreu aos 41 anos em 14 de março de 1998.
A nave espacial Mercury nº 5, usada na missão Mercury-Redstone 2, está atualmente em exibição no California Science Center, em Los Angeles, Califórnia.

## Referencias
- This New Ocean: A History of Project Mercury – NASA SP-4201
- NASA NSSDC Master Catalog
- Mercury  spacecraft #5 display page on A Field Guide to American Spacecraft website.